# 2017-es turkui késelés
2017. augusztus 18-án késeléses bűncselekményt hajtottak végre a finnországi Turkuban 16 óra környékén a város belvárosában, a központi piactéren, valamint a Puutori piactéren. A késelés során összesen 6-an sebesültek meg és ketten haltak meg. A felnőtt korú sérültek között 5 nő és egy férfi van. Három főnél sérülései miatt műtéti beavatkozásra szükség volt. Az első megkéselt áldozat egy nő volt, akinek a megmentésére siető személyt is megsebesítette a támadó. A támadás után többen a segítségnyújtás helyett videófelvételeket kezdtek el készíteni. A hatóságok kiürítették biztonsági okokból a Turku Városi Könyvtárt és a Hansakortteli bevásárlóközpontot.
A korábban azonosítatlan állampolgárságú, külföldi származású elkövetőt a rendőrség lábon lőtte, majd őrizetbe vette. Később kiderült, hogy egy 18 éves marokkói származású férfi volt az elkövető, aki korábban menedékjogért folyamodott Finnországban. A nyomozást a finn Központi Nyomozóiroda vette át.
A rendőrség közleménye szerint a támadást korábban még nem lehetett minden kétséget kizáróan terrorcselekménynek minősíteni. Később az elkövetőn kívül további 5 főt, köztük 4 marokkói származású férfit vettek őrizetbe. További egy fő ellen nemzetközi elfogatóparancsot adtak ki. A támadás miatt a finn hatóságok fokozták a biztonsági intézkedéseket országszerte, többek között megerősítették az ország reptereinek, vasúti pályaudvarainak, illetve tengeri kikötőinek védelmét. A rendőrség figyelmeztette a lakosságot, hogy maradjanak távol a belvárostól.
Aleksi Randell, Turku város polgármestere higgadtságra szólított fel. Közleménye szerint: „nehéz megérteni azt, hogy ilyen mértékű erőszak előfordulhat Turkuban. Az ilyen esetek előfordulása mind Európában, mind pedig a világban egyre gyakoribb és már elérkeztünk odáig, amitől eddig még csak rettegtünk.”

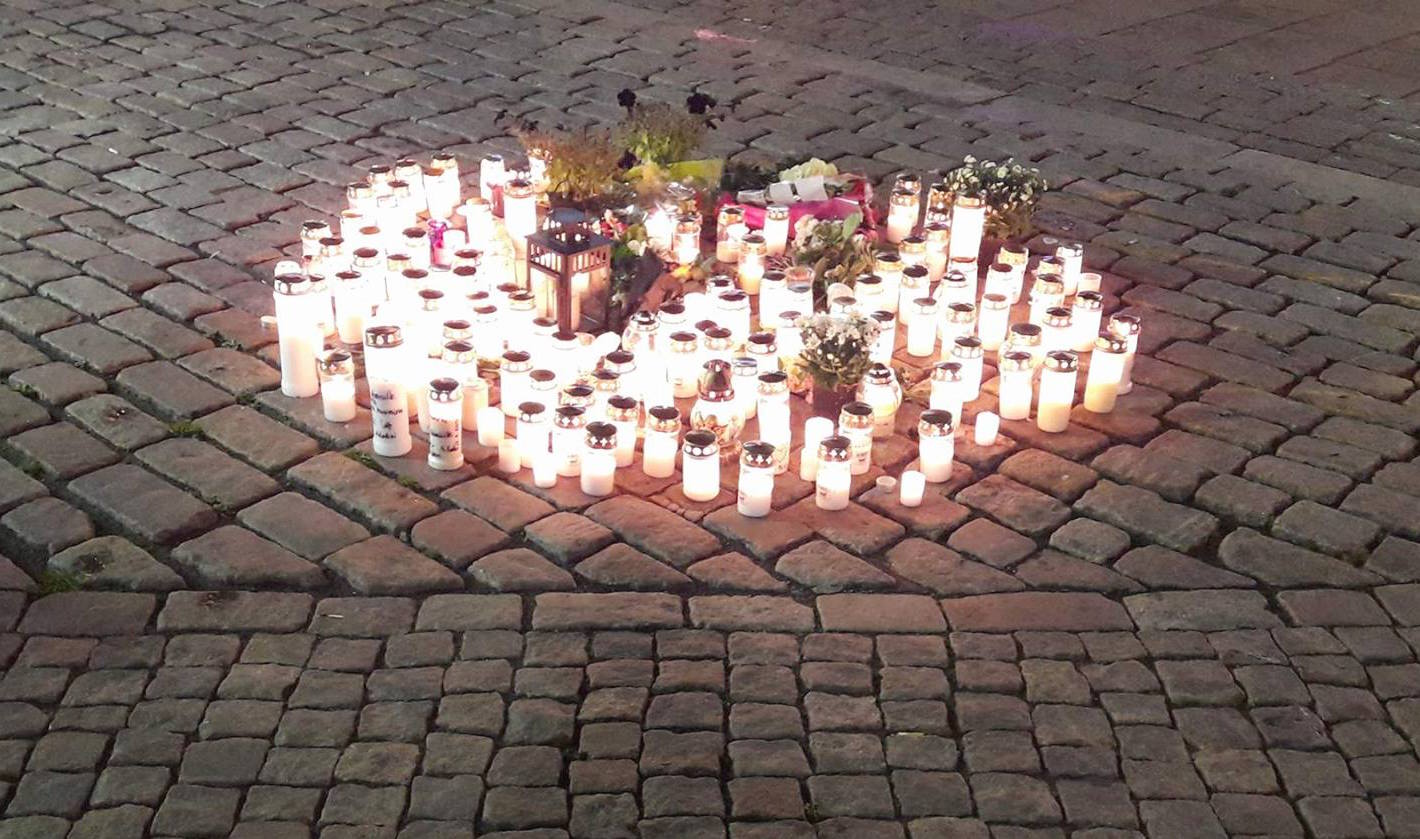
Részvétgyertyák a turkui piactéren másnap, 2017. augusztus 19-én

## Előzmények
A finn nemzetbiztonsági szolgálat a támadás előtt két hónappal megemelte az országban a terrorfenyegetettség szintjét.

## Gyanúsítottak
Egy fiatal marokkói származású férfit gyanúsítanak a támadás elkövetésével.

## Áldozatok
A késelésben két finn állampolgár vesztette életét. A sérültek között kettő svéd, egy brit, egy olasz állampolgár van. Négy fő a támadás után kettő nappal még kórházban van, közülük három főt az intenzív osztályon ápolnak.